# Coalinga, Kalifornien
Coalinga är en stad (city) i Fresno County, i delstaten Kalifornien, USA. Enligt United States Census Bureau har staden en folkmängd på 13 543 invånare (2011) och en landarea på 15,8 km².
I den västra delen av staden ligger det delstatliga fängelset Pleasant Valley State Prison.